# Hans Sojer
Hans Sojer (* 20. März 1943 in Innsbruck; † 2. Februar 2022 in Hannover) war ein österreichischer Opern-, Konzert- und Liedsänger (Tenor). Seit 2003 war er Kammersänger der Staatsoper Hannover. 2008 wurde er zum Ehrenmitglied der Staatstheater Hannover ernannt.

## Leben
Hans Sojers musikalische Karriere begann im Alter von zehn Jahren bei den Wiltener Sängerknaben. Er absolvierte in Innsbruck zunächst eine kaufmännische Ausbildung und studierte später unter der Leitung von Franziska Martienssen-Lohmann Gesang am Tiroler Landeskonservatorium. In den 1960er Jahren trat er unter dem Künstlerpseudonym Tino Albertini als Schlagersänger auf. 1967 gab er sein Debüt als David in den Meistersingern am neu eröffneten Tiroler Landestheater. Er blieb bis 1971 Mitglied des Innsbrucker Opernhauses. 1971–1973 war Sojer am Stadttheater von Bonn, 1973–1981 am Staatstheater von Wiesbaden und 1981–2008 am Staatstheater Hannover fest engagiert.
Der Tenor sang zahlreiche große Partien seines Fachs und war an der Staatsoper Hannover insbesondere für seine Darbietungen als Tamino in Mozarts Zauberflöte und als Herzog von Mantua in Verdis Rigoletto bekannt. Er arbeitete mit zahlreichen berühmten und gefragten Künstler-Kollegen zusammen. So sang er u. a. Partien mit Monserrat Caballé, Toshiaki Murakami, Lutz de Veer, David Mouchtar-Samorai, Barrie Kosky oder Hans-Peter Lehmann.
Hans Sojer fing seine Bühnenkarriere als Spiel- und Charaktertenor an, spezialisierte sich jedoch zunehmend auf den lyrischen Fachbereich. Hierbei bevorzugte er Partien in Opern von Mozart, Rossini, Donizetti, R. Wagner und R. Strauss. Zahlreiche Gastspielauftritte führten den Tenor u. a. an die Staatsopern von Wien, München, Hamburg und Stuttgart, an die Opernhäuser von Köln, Graz, Nancy und Genf, an das Nationaltheater Mannheim, an die Deutsche Oper am Rhein Düsseldorf-Duisburg, an die Oper von Frankfurt a. M., an das Deutsche Opernhaus Berlin, an das Teatro San Carlos Lissabon und an das Staatstheater Karlsruhe. Er wirkte zudem bei den Festspielen von Bregenz (u. a. 1979 bei der Eröffnung der neuen Seebühne) und Schwetzingen mit. 1988 gastierte er am Teatro Liceo Barcelona als Steuermann im Fliegenden Holländer und als Narraboth in Salome mit Montserrat Caballé in der Titelrolle.
Neben seiner Bühnentätigkeit war er seit 1967 als Konzert- und Oratoriensolist zu hören. Hierbei umfasste sein Repertoire ein breites Spektrum von den Passionen und Kantaten von Bach über Beethovens 9. Sinfonie bis zu modernen Werken. Hinzu kamen zahlreiche Rundfunk-, Fernseh- und Schallplattenaufnahmen.

## Auszeichnungen und Ehrungen
- 2003: Kammersänger der Staatsoper Hannover[1]
- 2008: Ehrenmitglied der Staatstheater Hannover[1]

## Diskographie
- Tino Albertini: Blondengel (Polydor, 1960)[5]
- Tino Albertini: Die Sterne, Der Südwind Und Du (Polydor, 1960)[6]
- Leopold I./ Johann Nepomuk David: 300 Jahre Universität Innsbruck (Universität Innsbruck, 1970)[7]
- Richard Strauss: Ariadne auf Naxos (Deutsche Grammophon, 1986)[8]
- Kurt Weill: Die Sieben Todsünden. Chansons (Harmonia Mundi France, 1993)[9]
- Joseph Haydn: Theresien-Messe (FSM Aulos)[10]